# Colombiathelphusa
Colombiathelphusa is een geslacht van kreeftachtigen uit de klasse van de Malacostraca (hogere kreeftachtigen).

## Soort
- Colombiathelphusa culmarcuata Campos & Magalhães, 2014